# Lucian Blaga
Lucian Blaga (romeno: [lutʃiˈan ˈblaɡa] ( ouvir); Lancrăm, 9 de maio de 1895 – 6 de maio de 1961) foi um filósofo, poeta, dramaturgo e romancista romeno, considerado um dos maiores poetas romenos do século XX (se identificava com o expressionismo) e o primeiro filósofo romeno a desenvolver um sistema próprio. Aplicou fortemente suas teorias filosóficas e várias de suas poesias, especialmente o "conhecimento luciférico" (oposto ao conhecimento racional, científico, que apresenta luz, claridade e que seta maneira, destrói os mistérios do universo". Foi eleito membro da Academia Romena em 1936 e em 1956, foi nomeado pela Academia Sueca para receber o prêmio Nobel de Literatura.

## Biografia
Lucian Blaga foi uma personalidade forte da cultura romena do período interbellum. Foi um filósofo e escritor aclamado pela sua originalidade, um professor universitário e um diplomata. Nasceu em 9 de Maio de 1895 em Lancrăm, perto de Alba Iulia, Áustria-Hungria, seu pai sendo um sacerdote Ortodoxo. Mais tarde, ele descreveu sua infância num um trabalho autobiográfico "A Crônica e a Canção dos Anos", como "sob o signo da incrível ausência da palavra".

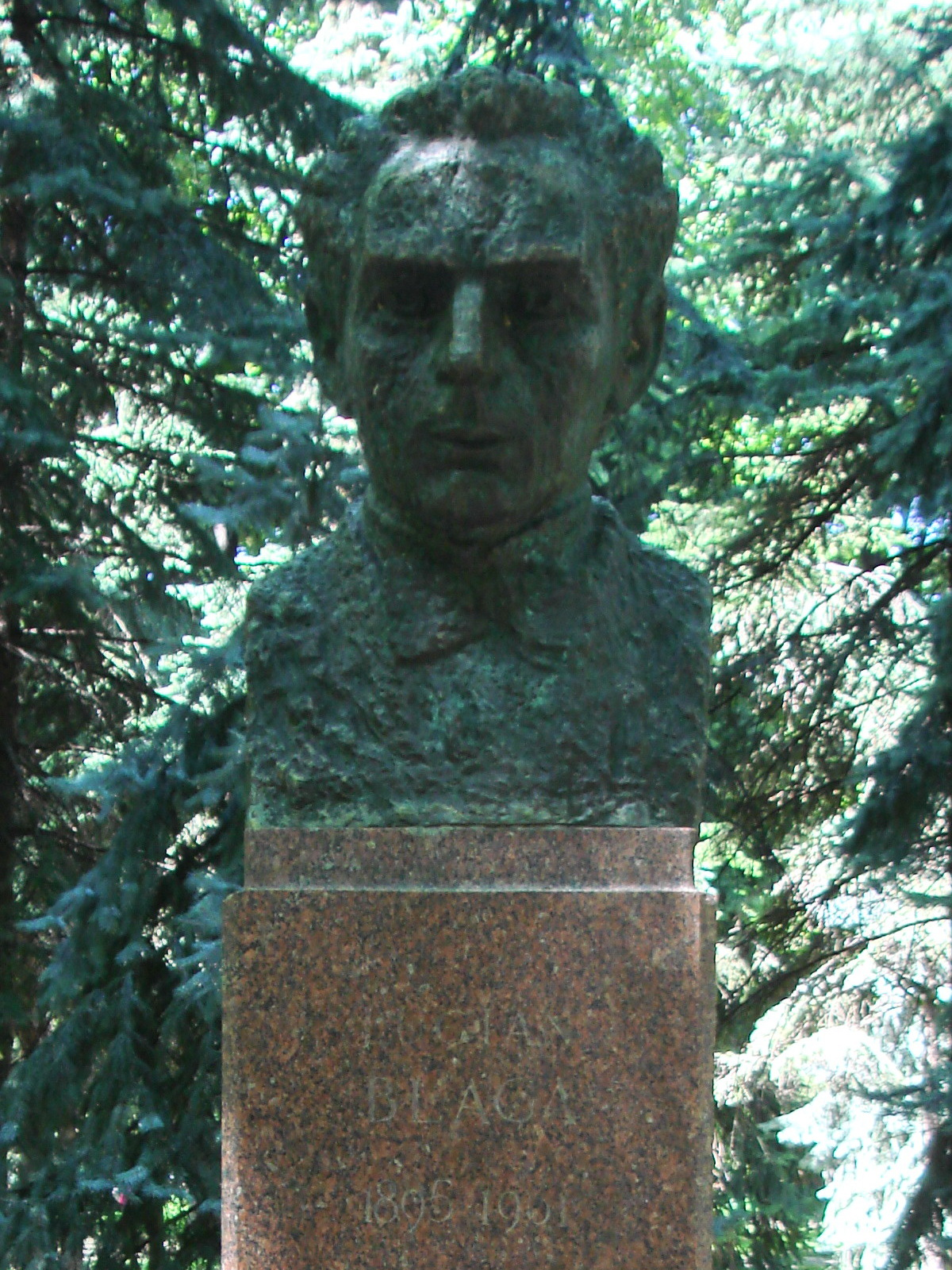
Beco dos Clássicos, Chișinău

Sua educação elementar foi em alemão em Sebeș (1902-1906), tendo depois frequentado a Escola Secundária "Andrei Șaguna" em Brasov (1906-1914), sob a supervisão de um parente, Iosif Blaga (o pai de Lucian tinha morrido quando ele tinha 13 anos), que por  acaso era o autor do primeiro tratado romeno sobre a teoria do teatro. Com a eclosão da Primeira Guerra Mundial, iniciou os estudos teológicos em Sibiu, onde se formou em 1917. Publicou o seu primeiro artigo filosófico sobre a teoria de Bergson sobre o tempo subjetivo. De 1917 a 1920, frequentou cursos na Universidade de Viena, onde estudou filosofia e obteve o seu Doutoramento.
Ao retornar à Transilvânia, agora uma parte da Roménia, ele contribuiu para a imprensa romena, sendo o editor das revistas Cultur de Cluj e Banat em Lugoj.
Em 1926, ele se envolveu na diplomacia romena, ocupando sucessivos cargos nas legações da Roménia em Varsóvia, Praga, Lisboa (1938-1939), Berna e Viena. O seu protetor político foi o famoso poeta Otaviano Goga, que ocupou a cadeira de Primeiro-Ministro, pois Blaga era parente da sua esposa. Foi eleito membro titular da Academia Romena , em 1936. O seu discurso de aceitação foi intitulado Elogiul de satului românesc (Em Louvor da aldeia romena).
Em 1939, tornou-se professor de filosofia cultural na Universidade de Cluj, temporariamente localizada em Sibiu, nos anos seguintes à Segunda Arbitragem de Viena Durante a sua estadia em Sibiu, editou, desde 1943, a revista anual Saeculum.
Foi demitido da sua posição de professor universitário em 1948, porque se recusou a expressar o seu apoio ao novo regime Comunista e foi trabalhar como bibliotecário no ramo do departamento (Cluj) do Instituto de História da Academia Romena. Ele foi proibido de publicar novos livros, e até 1960, ele foi autorizado a publicar apenas traduções. Ele completou a tradução do Fausto, a obra-prima de Goethe, um dos escritores alemães que o influenciaram mais.
Houve rumores de que em 1956 fora indicado para o Prémio Nobel da Literatura sobre proposta de Bazil Munteanu de França e Rosa del Conte, da Itália, e que parecia que no entanto a ideia fora de Mircea Eliade. Foi dito também que o governo romeno Comunista enviara dois emissários para a Suécia para protestar contra a nomeação, porque Blaga era considerado um filósofo idealista, e seus poemas foram proibidos até 1962. Porém, os escritores indicados para o prémio Nobel são guardados em secreto durante 50 anos, de maneira que apenas em 2016 os correspondentes a 1956 foram publicados no site dos prémios; o nome de Lucian Blaga não aparece entre os indicados para aquele ano.
Foi diagnosticado com câncer e morreu a 6 de maio de 1961. Ele foi enterrado no dia de seu aniversário, a 9 de maio, no cemitério da aldeia de Lancrăm, Roménia.
Foi casado com Cornelia (b. Brediceanu). Eles tiveram uma filha, Dorli, o seu nome derivado de "dor", um substantivo que pode ser traduzido, grosso modo, como "saudade".
A Universidade de Sibiu tem o seu nome até hoje. Existe uma estátua em sua homenagem no Estoril, Portugal.

## Literatura

### Poesia
- 1919 - Poemas de Luz (Poemele luminii);
- 1921 - Os Passos do Profeta (Pașii profetului);
- 1924 - A Grande Passagem (În marea trecere);
- 1929 - Em Louvor do Sono (Laudă somnului);
- 1933 - Na Bacia das águas (La cumpăna apelor);
- 1938 - Nas Cortes da saudade (La curțile dorului);
- 1943 - Insuspeita Passos (Nebănuitele trepte);
- 1982 - 3 Póstuma Poemas;

### Teatro
- 1921 - Zamolxis, Um Pagão Mistério
- 1923 - Turbilhão De Águas
- 1925 - Daria, A Escritura, A Ressurreição
- 1927 - Manole Artesão (Mesterul Manole)
- 1930 - A Cruzada das Crianças
- 1934 - Avram Iancu
- 1944 - Arca de Noé
- 1964 - Anton Pann - publicado postumamente.

## Filosofia
O seu trabalho filosófico é agrupado em quatro trilogias:
- Filosofia cunoașterii (gnoseologia) (1943)
- Filosofia culturii (cultura) (1944)
- Filosofia valorilor (valores) (1946)
- Filosofia cosmologica (cosmologia) (1983 postumamente)

O quarto trabalho, Cosmologica, foi concluído, mas não publicado na época por causa da censura do regime comunista. Antes da morte, Blaga deixou um testamento editorial sobre como as suas obras deveriam ser publicados postumamente.
O romance A barca de Caronte destina-se a ser um companheiro das trilogias filosóficas. Neste, Blaga analisa alguns das mais problemáticas questões filosóficas, tais como os relativos à política, fenómenos (pará) psicológicos ou ocultistas, sob o nome de um filósofo fictício (Leonte Pătrașcu).

### Obras filosóficas
- 1924 - "A Filosofia de Estilo"
- 1925 - "O Original Fenômeno" e "As Facetas de um Século"
- 1931 - "A Dogmática Aeon"
- 1933 - "Luciferiana Conhecimento"
- 1934 - "Transcendental Censura"
- 1936 - "Horizonte e Estilo" e "O Mioritic Espaço"
- 1937 - "A Gênese da Metáfora e o Significado da Cultura"
- 1939 - "Arte e Valor"
- 1940 - "A Divina Diferenciais"
- 1942 - "a Religião e o Espírito" e "a Ciência e a Criação"
- 1943 - A Trilogia do Conhecimento (Dogmática Aeon, Luciferiana Conhecimento, Transcendente Censura: em 1983 Filosófica a Cognição e a Experiência e a Matemática Espírito foi adicionada a título póstumo, de acordo com a sua vontade)
- 1944 - A Trilogia da Cultura (Horizonte e Estilo, O Mioritic Espaço, A Gênese da Metáfora e o Significado da Cultura)
- 1946 - A Trilogia de Valores (a Ciência e a Criação, o Pensamento Mágico e a Religião, a Arte e Valor)
- 1959 - A Existência Histórica
- 1966 - Romeno Pensamento na Transilvânia no Século 18
- 1968 - Horizontes e Estágios
- 1969 - O Experimento e o Espírito Matemático (2014, É Realizações Editorra)
- 1972 - Fontes (ensaios, palestras, artigos)
- 1974 - Filosófica Cognição
- 1977 - Ensaios Filosóficos
- 1983 - Cosmológico Trilogia (O Divino Diferenciais, Aspectos Antropológicos, Históricos Existência)

### Outras obras
- 1919 - Pedras para o Meu Templo, aforismos
- 1945 - Discoblus, aforismos
- 1965 - A Crônica e Música de Idades, memórias
- 1977 - O Élan da Ilha, aforismos
- 1990 - A Barca de Caronte, romance (2012, É Realizações Editora)